# Monachesimo

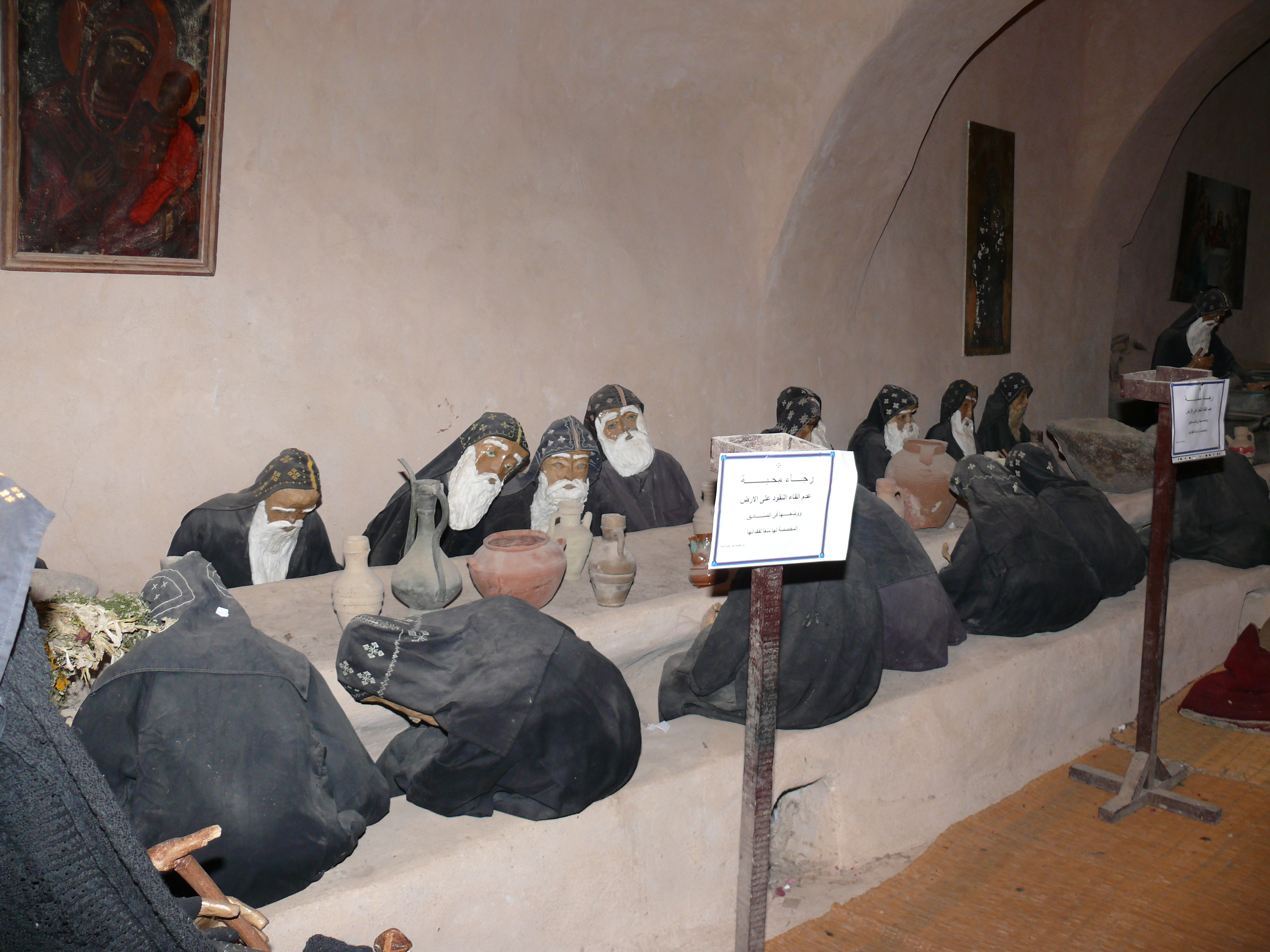
Ricostruzione ad uso turistico di una mensa di monaci copti.

Il monachesimo (in greco antico: μοναχός?, monachós, "persona solitaria") è un fenomeno caratterizzato da alcune rinunce agli interessi mondani per dedicarsi nel modo più completo alla propria spiritualità. Fonda le sue radici in oriente e in seguito in occidente. Molte religioni hanno creato elementi monastici: cristianesimo, induismo, buddhismo, giainismo, taoismo.

## Monachesimo asiatico

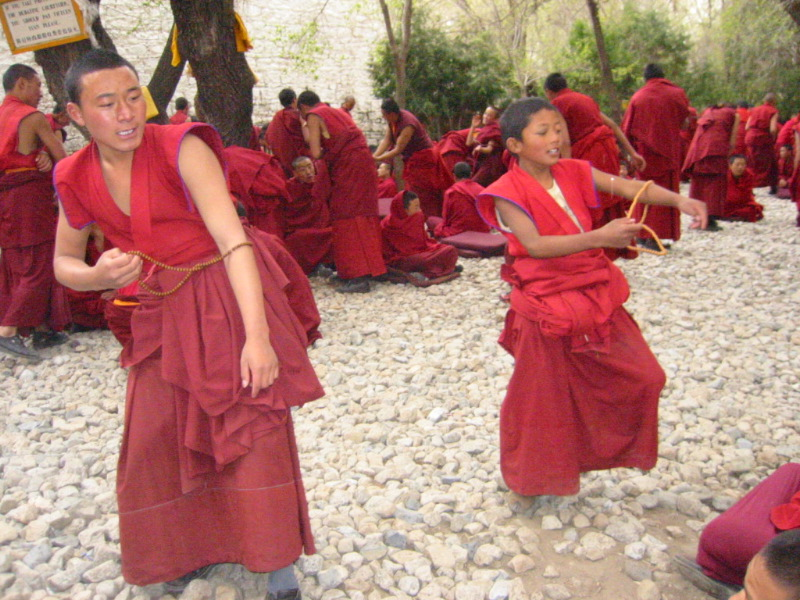
Monaci buddhisti tibetani del monastero di Drepung

Nell'Oriente asiatico, vi è un vasto ed articolato fenomeno che comprende numerose religioni (induismo, giainismo, buddhismo, taoismo) e numerose nazioni (Giappone, Cina, Indonesia, Myanmar, India, Tibet, ecc...)
Nell'Induismo il fenomeno è legato sia a determinati stadi della vita, quali il sannyāsa, durante il quale si pratica la rinuncia e la povertà, sia alla scelta di praticare la rinuncia per dedicare l'intera vita alla spiritualità: è il caso dei sadhu. Tali pratiche, testimoniate nei Veda, risalirebbero al 2000 a.C.
Nel giainismo l'esperienza monastica assume particolare importanza. Nel 79 d.C. uno scisma produsse le due scuole principali, attive ancora adesso: a partire da quella data si distingue tra monaci digambar ("vestiti di cielo"), che rinunciano a qualsiasi possesso, compresi vestiti, e shvetambar ("vestiti di bianco").

## Monachesimo cristiano

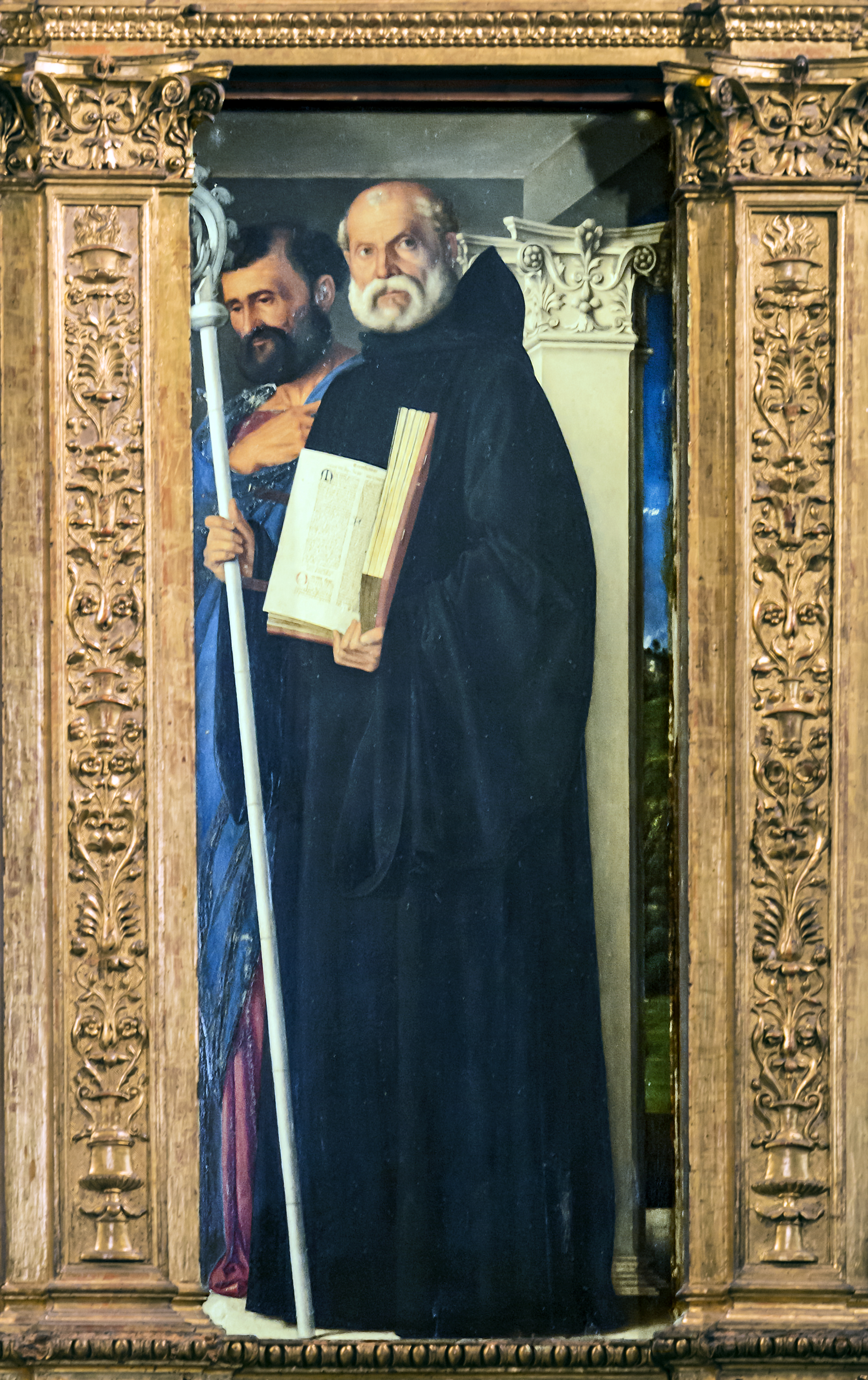
San Benedetto da Norcia
fondatore dei monaci benedettini

Mentre le invasioni barbariche rendevano drammatiche le condizioni di vita delle popolazioni dell'Impero romano d'Occidente, andarono costituendosi e prendendo vigore diverse istituzioni ecclesiastiche e religiose, che presto si sarebbero rivelate forze costruttive di una nuova civiltà. Tra esse il monachesimo  , nei secoli che vanno dal IV all'VIII, è forse la più importante.
Il monachesimo europeo proviene dal Medio Oriente; infatti l'ascetismo religioso e la vita monastica non sono peculiari del cristianesimo, ma rappresentano forme in cui l'anima ha cercato in ogni tempo di tradurre la propria sete del divino. Nel IV secolo, in Egitto, in Palestina e in Siria, sulla scia di Antonio il Grande e di altri Padri del deserto, specialmente di san Paolo di Tebe, la vita del quale scrisse san Girolamo (è il primo scritto monastico latino in assoluto), si fecero sempre più numerosi coloro che abbandonavano completamente il mondo per vivere nella solitudine (eremos, da cui il termine di eremita, per indicare gli asceti viventi nel deserto) oppure per associarsi insieme in comunità o cenobi (dal termine greco koiné bios, indicante vita in comune), onde ricercare una comunione più intensa con Dio ed innalzarsi verso la santità. In ambito cristiano, Antonio è considerato l'iniziatore della via eremitica e Pacomio di quella cenobitica.
La produzione letteraria del mondo monastico cristiano d'Oriente, in ambienti pervasi da una così fervida tensione religiosa, fu caratterizzata dall'ascetismo e da una spiritualità origeniana.
Il monachesimo viene preceduto dall'anacoretismo: i fedeli più intransigenti, spinti da una forte vocazione si separavano dal resto delle comunità per meglio avvicinarsi a Dio, seguendo lo stile di vita di Cristo. Gli anacoreti o eremiti sono coloro che rinunciano completamente al mondo, scegliendo una vita fatta di silenzio e di preghiera, per tendere alla perfezione attraverso la penitenza. Esempi di vita eremitica sono, nell'Antico Testamento, Elia, nel Nuovo, san Giovanni Battista. Lo stesso Gesù condusse vita eremitica nel deserto per quaranta giorni prima di iniziare la sua predicazione. Il monachesimo degli albori si fonda sulla libertà individuale del monaco, che liberamente sceglie la vita solitaria. Ma ben presto si diffuse il sistema delle regole. La regola era posta dal maestro e aveva lo scopo di organizzare la vita comunitaria. Tra le regole più famose si ricorda quella di san Benedetto da Norcia, esemplificata nel motto: Ora et labora ovvero prega e lavora.
I monaci nell'Europa Orientale si davano con fervore, che talora rasentava la frenesia, ad intense pratiche ascetiche (dal greco aschesis=esercizio), le quali univano alla preghiera ed alla meditazione ogni sorta di mortificazioni della carne, talora durissime o stravaganti addirittura, come l'astensione dal cibo, dal sonno o dal lavarsi per periodi più o meno lunghi, oppure l'infliggersi flagellazioni e torture. Tra questi, particolari furono gli stiliti e i dendriti che trascorrevano la loro vita rispettivamente su una colonna e su un albero.
Il monachesimo rappresentò in sostanza una grande rivolta dello spirito autenticamente cristiano contro il pericolo di mondanizzazione della Chiesa. Come tale, esso costituì per secoli la grande riserva di forze spirituali della Chiesa ed ebbe importanza storica decisiva nello sviluppo della civiltà cristiana nel mondo mediterraneo. Dopo il IV secolo il monachesimo cominciò a diffondersi in Occidente: Girolamo a Roma, Agostino in Africa, Severino nel Norico, Paolino a Nola, Martino e Giovanni Cassiano nella Gallia si fecero promotori dell'ideale monastico (sull'esempio di quello orientale) e monasteri famosi sorsero nel V secolo a Tours e ad Arles ad opera dei vescovi Cesario e Aureliano (autori d'importanti Regole).
Cassiodoro, il ministro di Teodorico, fallita la sua politica di fusione tra Romani e Goti, abbandonò la corte gotica, si rifugiò nei suoi possedimenti nella natia Calabria e verso il 554 fondò un monastero a Vivarium, in cui trascorse gli ultimi anni della sua vita. A dare al monachesimo del cristianesimo cattolico la sua particolare fisionomia operosa, in confronto a quello del cristianesimo ortodosso, più portata alla contemplazione e all'ascetismo, fu però un giovane, discendente da una famiglia della piccola nobiltà provinciale dell'Umbria: Benedetto da Norcia, vissuto a cavallo tra il V e il VI secolo. Ritiratosi a vita eremitica a Subiaco, Benedetto aveva visto crescere attorno a sé un gruppo di seguaci, insieme ai quali, trasferitosi successivamente nelle vicinanze di Cassino, aveva fondato il monastero di Montecassino, il più importante centro monastico dell'Occidente.
All'incirca negli stessi anni in cui i giuristi bizantini, per ordine di Giustiniano, lavoravano alla sistemazione del diritto civile romano nel Corpus iuris civilis, San Benedetto gettava le fondamenta della nuova società monastica, con la compilazione della sua Regola.
La regola benedettina è informata tutta allo spirito pratico dell'antica Roma, fondendolo armonicamente con la spiritualità cristiana. Per Benedetto i monaci non debbono essere soltanto dei contemplanti: il loro motto dovrà essere ora et labora. La regola fu scritta originariamente per il solo monastero di Montecassino, dopo la dominazione longobarda riprenderà la diffusione in Italia e poi nel IX secolo sarà via via esportata in tutta Europa grazie all'appoggio dell'imperatore Carlo Magno e dopo di lui l'imperatore Ludovico il Pio incaricò Benedetto d'Aniane (750-821) di introdurre, riformare ed uniformare alla Regola benedettina tutti i monasteri europei che la adottarono come regola per eccellenza del monachesimo cattolico.
Mentre il mondo occidentale è sconvolto dalle invasioni barbariche, i monasteri creano un nuovo tipo di società basata, anziché sul concetto romano della proprietà privata, su quello cristiano della solidarietà collettiva. 
Il monaco irlandese Colombano avviò un movimento monastico che coinvolse tutto il regno franco. Questo movimento, animato dai compagni irlandesi di Colombano, attirò numerosi nobili franchi e burgundi ed esercitò una notevole influenza sulla vita religiosa del tempo. Egli fu monaco a Bangor, fondò i monasteri di Luxeuil e Bobbio, ed è ritenuto il più significativo rappresentante dell'Europa continentale del monachesimo iro-scozzese. Certe sue osservanze furono adottate, mescolate a quella gallica antica e benedettina, da vari monasteri europei.
Proprio nel corso dell'VIII secolo si ebbe nell'economia dell'Italia longobarda un'accentuata tendenza alla formazione di estese proprietà fondiarie, concentrate nelle mani dei grandi signori laici o delle chiese. Parte cospicua di questa concentrazione della proprietà andò a vantaggio dei grandi monasteri colombaniani, accrescendone l'importanza. In linea di principio, almeno, i beni degli enti religiosi erano inalienabili e gli abati dei monasteri spesso amministratori capaci.
Ciò condusse alla diffusione di nuovi sistemi di conduzione dei fondi, che molto giovarono alla graduale ricostruzione della ricchezza fondiaria. Tra questi da citare i "contratti di livello" (così detto dal libellum - libretto - sul quale stavano scritti i patti del contratto), per cui un fondo veniva ceduto in uso ad un coltivatore, in cambio di un canone, per lo più in natura, o quelli di enfiteusi, per cui un fondo era ceduto per lunghissimo tempo ad un minimo canone annuale, a patto che il coltivatore v'introducesse delle migliorie. Così allo spopolamento dei secoli precedenti cominciò a subentrare una maggiore densità di coltivatori nelle campagne, unita ad una rinascita delle colture specializzate, come quella della vite e dell'olivo, in luogo del pascolo e della cerealicoltura estensiva.
In mezzo ad un'età di sovrani analfabeti e di regresso della civiltà, nei monasteri colombaniani di derivazione irlandese gli amanuensi negli scriptoria, continuano a copiare su pergamena, come da antica tradizione irlandese, le opere degli scrittori antichi cristiani e pagani. Nei monasteri convivono quindi pacificamente insieme romani e barbari, affratellati dalla comune fede e dalla comune obbedienza alla Regola. I monasteri costituiscono, per tutto il Medioevo, importanti centri di diffusione culturale.
Accanto a quello di Montecassino, distrutto in epoca longobarda e poi ricostruito in seguito, sorsero numerosi monasteri di varia regola, fra cui emergono per importanza quelli di Bobbio, fondato nel 614, Nonantola e Pomposa nell'Emilia-Romagna, di Polirone (Mantova), di Praglia (Padova), di Farfa nella Sabina, di San Vincenzo al Volturno nell'Italia meridionale, nel 726 della Novalesa in Val di Susa (Piemonte) dove sorse anche la Sacra di San Michele. Questi cenobi accolsero tra le loro mura tanto i latini quanto i barbari, favorendo la fusione dei due popoli, mantennero in vita le tradizioni culturali dell'antichità e del cristianesimo, favorendo la diffusione della civiltà romana tra i Longobardi.
Molto importanti, nell'ambito del monachesimo, furono l'Abbazia di San Gallo, l'Abbazia di Melk, Heiligenkreuz e Klosterneuburg in Austria; l'Abbazia di Fulda in Germania e il Mont Saint Michel in Francia.
Nel contesto di un nascente interesse per la vita religiosa femminile, il canone XIII del Concilio Lateranense IV del 1215 stabilì che qualsiasi casa religiosa, monastero o fraternità dovessero adottare una regola fra quelle approvate fino all'epoca. Nello stesso anno, la chiesa di San Damiano in Assisi ospitò la prima comunità benedettina femminile e la prima forma di francescanesimo femminile, fondata da santa Chiara che ne assunse il titolo di badessa.

### Monachesimo irlandese
Un grande centro di civiltà monastica sorse nel V secolo nell'Irlanda e da lì si allargò nell'Inghilterra, con i cenobi di Armagh, di Iona, di York. I monaci irlandesi si diressero in seguito verso la Germania, le Gallie e l'Italia, convertendo pagani ed ariani e fondando sempre nuovi monasteri. Tra questi ultimi da citare quelli di Luxeuil, fondato in Francia, e di Bobbio, fondato in Italia, entrambi dall'abate San Colombano, e inoltre quello del discepolo e compagno di Colombano, San Gallo, costruito dai suoi compagni nell'odierna Svizzera ed operante nel vasto territorio alemanno. Anche i monaci irlandesi coltivarono attivamente studi letterari o religiosi, come testimonia la copia dei manoscritti di autori classici o cristiani lasciata dai loro amanuensi e la fantasiosa ricchezza delle miniature che li adornano. I monaci irlandesi contribuirono alla formazione della cultura europea dell'età carolingia.